# Psilalcis diniphas
Psilalcis diniphas là một loài bướm đêm trong họ Geometridae.